# Carla Juri
Carla Juri (Locarno, 2. siječnja 1985.) je švicarska glumica.
Njezina gluma uključuje 180°, Wetlands, Finsterworld i Blade Runner 2049.

## Filmografija
| Godina | Naziv                                       | Uloga                  | Bilješke                                       |
| ------ | ------------------------------------------- | ---------------------- | ---------------------------------------------- |
| 2006.  | Midday Room                                 | Mladenka               | kratki film                                    |
| 2008.  | The Space You Leave                         | Lea                    | kratki film                                    |
| 2010.  | 180° – Wenn deine Welt plötzlich Kopf steht | Esther Grüter          |                                                |
| 2010.  | Bold Heroes                                 | Michis Cousine         |                                                |
| 2012.  | Jump                                        | Jane                   |                                                |
| 2012.  | Someone Like Me                             | Annemarie Geiser       | izvorni naslov Eine wen iig, dr Dällebach Kari |
| 2012.  | Questo è mio                                | Maestra                | kratki film                                    |
| 2013.  | Finsterworld                                | Natalie                |                                                |
| 2013.  | Wetlands                                    | Helen Memel            | izvorni naslov Feuchtgebiete                   |
| 2013.  | Lovely Louise                               | Junge Louise           |                                                |
| 2014.  | Fossil                                      | Julie                  |                                                |
| 2014.  | Spooky & Linda                              | Linda                  | kratki film                                    |
| 2016.  | Morris from America                         | Inka                   |                                                |
| 2016.  | Paula                                       | Paula Modersohn-Becker |                                                |
| 2016.  | Brimstone                                   | Elizabeth Brundy       |                                                |
| 2017.  | Blade Runner 2049                           | Dr. Ana Stelline       |                                                |

### Televizija
| Godina | Naziv                 | Uloga           | Bilješke                       |
| ------ | --------------------- | --------------- | ------------------------------ |
| 2010.  | Ho sposato uno sbirro | Ilaria Cantilli | Epizoda: "Una figlia"          |
| 2011.  | Un passo dal cielo    | Nina            | Epizoda: "Salvato dalle acque" |
| 2012.  | Der Kriminalist       | Marie           | Epizoda: "Des Königs Schwert"  |

## Vanjske poveznice
- Carla Juri u internetskoj bazi filmova IMDb-u (engl.)